# ナヴ
ナヴ（Nav、1989年11月3日 - ）は、カナダ オンタリオ州トロント出身のラッパー、歌手、ソングライター、音楽プロデューサー。パンジャブにルーツを持つ。XOとリパブリック・レコードと契約を結んでいる。

## 来歴

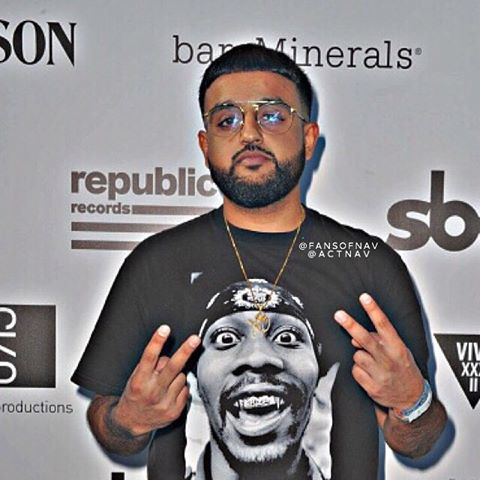
ナヴ（2017年）

1989年11月3日にシク教徒の家族の間に生まれる。両親はパンジャブ州で生まれている。母はコンピューター製造業者、父はフォークリフト運転者であった。トロントのレックスデール近辺で育つ。3年生のとき、ブームボックスを手に入れる。これが最初の音楽との出会いとなった。ナヴの叔父はパンジャブで有名な歌手であったため、何度かスタジオを訪れている。高校生の時はマッシュアップに力を入れ、地元トロントのアーティストへビートを作成し、サウンドクラウドでも人気を獲得し始める。ナヴが最初に使ったソフトウェアは、ソニーのACIDである。
2017年7月21日、メトロ・ブーミンとのコラボレーション・ミックステープ『Perfect Timing』をリリースする。
2018年5月18日、デビューアルバム『Reckless』をリリースする。
2019年3月22日、2作目のアルバム『Bad Habits』をリリースする。アメリカとカナダのアルバムチャートで1位を記録する。
2020年5月8日、3作目のアルバム『Good Intentions』をリリースする。前作に続き、アメリカとカナダのアルバムチャートで1位を記録した。
2020年11月6日、ミックステープ『Emergency Tsunami』をリリースする。

## ディスコグラフィー

### スタジオアルバム
| タイトル        | 詳細 | チャート最高位 | チャート最高位 | チャート最高位 | チャート最高位 | チャート最高位 | チャート最高位 | チャート最高位 |
| タイトル        | 詳細 | CAN            | BEL (FL)       | NLD            | UK             | US             | US R&B /HH     | US Rap         |
| --------------- | --- | -------------- | -------------- | -------------- | -------------- | -------------- | -------------- | -------------- |
| Reckless        | - 発売日: 2018年5月18日 - レーベル: XO, Republic - フォーマット: CD, デジタルダウンロード                    | 5              | 110            | 42             | 24             | 8              | 5              | 5              |
| Bad Habits      | - 発売日: 2019年3月22日 - レーベル: XO, Republic - フォーマット: CD, LP, デジタルダウンロード                | 1              | 76             | 20             | 26             | 1              | 1              | 1              |
| Good Intentions | - 発売日: 2020年5月8日 - レーベル: XO, Republic - フォーマット: CD, LP, カセットテープ, デジタルダウンロード | 1              | 32             | 33             | 18             | 1              | 1              | 1              |